# Peterson Rosa
Peterson Rosa (Guarujá, 19 de setembro de 1974) é um surfista brasileiro.

## Biografia
Peterson mudou-se ainda criança para Matinhos, litoral paranaense. Começou a surfar em 1986. Estreou profissionalmente em 1990, alcançando a 100ª colocação no ranking brasileiro e, uma ano mais tarde, já era o 14º colocado. Em outubro de 1993, obteve a sua primeira vitória no World Qualifying Series WQS, a divisão de acesso para o WCT, na Barra da Tijuca, Rio de Janeiro.
Em 1994, conquistou pela primeira vez o título brasileiro de surfe. Cinco anos depois, alcançou o bicampeonato. Em 1998, venceu a etapa da WCT no Rio de Janeiro, derrotando o então líder do ranking mundial, o australiano Michael Campbell.
O inédito tricampeonato foi conquistado em novembro de 2000, ao vencer o SuperSurf na Praia da Vila, em Imbituba, Santa Catarina. Na ocasião, ficou a frente do potiguar Joca Júnior e do paulista Tadeu Pereira, segundo e terceiro colocados, respectivamente.
Em 2001, conquistou a etapa do WQS em Durban, na África do Sul.

## Vitórias em competições
2001
- WQS - The Mr Price Pro (Durban, África do Sul)

1999
- WQS - Hang Loose Pro Contest (Praia de Maresias, São Sebastião-SP, Brasil)
- WQS - Rio Marathon Surf (Barra da Tijuca, Rio de Janeiro-RJ, Brasil)

1998
- WCT - Rio Marathon Surf (Barra da Tijuca, Rio de Janeiro-RJ, Brasil)

1997
- WQS - Nescau Surf Energy (Capão da Canoa-RS, Brasil)
- WQS - Copa Cerveza Cristal (Punta Rocas, Peru)

1995
- WQS - Nescau Surf Energy (Tramandaí-RS, Brasil)
- WQS - Hang Loose Pro Contest (Praia das Pitangueiras, Guarujá-SP, Brasil)

1994
- WQS - Nescau Surf Energy (Rio de Janeiro-RJ, Brasil)

1993
- WQS - Alternativa Surf (Barra da Tijuca, Rio de Janeiro-RJ, Brasil)